# Мба, Жан-Поль
Жан-Поль Ассуму Мба (фр. Jean-Paul Assoumou Mba; род. 20 октября 2003, Либревиль) — габонский и французский футболист, вингер клуба «Молодечно-2018».

## Карьера
Начинал заниматься футболом в юношеском возрасте в габонской академии «Ле Копо». Позже продолжал выступать на юношеском уровне в габонских академиях «Баттери 4» и ВФБ. В 2019 году перешёл в габонский клуб «Мунана», где выступал на молодёжном уровне. В 2021 году переехал во Францию для получения высшего образование и вскоре присоединился к клубу «Лескар». В июле 2024 года отправился на просмотр в азербайджанский клуб «Загатала», с которым затем подписал контракт. За проведённый сезон отличился 8 забитыми голами и 3 голевыми передачами. В июле 2025 года на правах свободного агента присоединился к белорусскому клубу «Молодечно-2018», подписав контракт до конца сезона. Дебютировал за клуб 8 августа 2025 года в матче против мозырской «Славии», выйдя на замену на 69 минуте. Дебютным забитым голом за клуб отличился 16 августа 2025 года в матче против борисовского БАТЭ.